# Кохановский район
Кохановский район — административно-территориальная единица в составе Белорусской ССР, существовавшая в 1924—1931 и 1946—1956 годах. Центр — местечко (с 1947 — городской посёлок) Коханово.
Кохановский район был образован в 1924 году в составе Оршанского округа. По данным 1926 года имел площадь 902 км², население — 40,4 тыс. чел. В 1930 году, когда была упразднена окружная система, Кохановский район перешёл в прямое подчинение БССР. В 1931 году район был упразднён.
Восстановлен в 1946 году в составе Витебской области.
По данным на 1 января 1947 года район имел площадь 0,8 тыс. км². В его состав входили городской посёлок Коханово и 10 сельсоветов: Аленовичский, Гольцевский (центр — д. Облавацкое), Оболецкий, Переволочненский (центр — д. Заболотье), Полюдовский, Росско-Селецкий, Симоновский (центр — д. Замостье), Смолянский, Туминичский (центр — д. Лисуны), Шибекский.
В декабре 1956 года район был упразднён, а его территория разделена между Оршанским и Толочинским районами.